# Reg E. Cathey
Reginald «Reg» E. Cathey (Huntsville, Alabama; 18 de agosto de 1958-Ciudad de Nueva York, Nueva York; 9 de febrero de 2018) fue un actor estadounidense.

## Biografía
Era originario de Huntsville, Alabama. Cathey, graduado de la J.O. Johnson High School, tenía raíces alemanas. Inició su trayectoria de actor en 1984, con la película Historia de un médico, donde interpretó el papel de Richie. Otros roles importantes en televisión los interpretó en las series Spenser, detective privado y The Wire. Participó en varias películas como Funny Farm, Un tiro por la culata, Eyes of a Witness, El filo de la duda y La máscara.
Uno de sus últimos roles fue en la serie de Netflix Luke Cage, interpretando a James Lucas, padre del personaje principal.

## Fallecimiento
Falleció el 9 de febrero de 2018, a los 59 años, producto de un cáncer de pulmón.

## Filmografía

### Cine
| Año  | Título                             | Rol                |
| ---- | ---------------------------------- | ------------------ |
| 1988 | Funny Farm                         | Reportero          |
| 1988 | Cruzando la calle                  | Conductor          |
| 1988 | Lo mío y yo                        | Mozo               |
| 1989 | Penn & Teller Get Killed           | Amigo de Fan       |
| 1989 | Nacido el cuatro de julio          | Orador             |
| 1990 | Un tiro por la culata              | Willie             |
| 1990 | Astonished                         | Wayne              |
| 1990 | Con la poli en los talones         | Analista de sonido |
| 1991 | ¿Qué pasa con Bob?                 | Howie              |
| 1994 | Borrón y cuenta nueva              | Policía            |
| 1994 | La máscara                         | Freeze             |
| 1994 | Peligro inminente                  | Sargento           |
| 1994 | Cabezas huecas                     | Marcus             |
| 1994 | The Hard Truth                     | Policía            |
| 1995 | Napoleón, el perrito aventurero    | Frog (Voz)         |
| 1995 | Tank Girl                          | Deetee             |
| 1995 | Seven                              | Dr. Santiago       |
| 1997 | Ill Gotten Gains                   | Nassor             |
| 2000 | American Psycho                    | Al                 |
| 2001 | Pootie Tang                        | Dirty Dee          |
| 2003 | Head of State                      | Waters             |
| 2003 | A Good Night to Die                | Avi                |
| 2003 | S.W.A.T.: Los hombres de Harrelson | Greg Velasquez     |
| 2004 | El maquinista                      | Jones              |
| 2004 | Everyday People                    | Akbar              |
| 2004 | Men Without Jobs                   | Mr. Morgan         |
| 2004 | The Cookout                        | Frank Washington   |
| 2006 | 508 Nelson                         | Frank Harmon       |
| 2008 | 20 Years After                     | Samuel             |
| 2008 | Patsy                              | Dr. Joshua         |
| 2011 | My Last Day Without You            | Pastor Johnson     |
| 2012 | Arbitrage                          | Earl Monroe        |
| 2012 | The Normals                        | Rodney             |
| 2012 | Sampling                           | Leonard            |
| 2014 | Manos de piedra                    | Don King           |
| 2014 | Nasty Baby                         | El Obispo          |
| 2014 | Two Men in Town                    | Supervisor Jones   |
| 2014 | Alex of Venice                     | Walt               |
| 2014 | St. Vincent                        | Gus                |
| 2015 | Sweet Kandy                        | Curtis Coleson     |
| 2015 | 4 Fantásticos                      | Dr. Franklin Storm |
| 2018 | Tyrel                              | Reggie             |

### Televisión
| Año       | Título                                           | Rol                        | Notas                                                       |
| --------- | ------------------------------------------------ | -------------------------- | ----------------------------------------------------------- |
| 1984      | Historia de un médico                            | Richie                     | Película de TV                                              |
| 1987      | Spenser, detective privado                       | Shepard                    | Episodio: "The Man Who Wasn't There"                        |
| 1987-92   | Square One TV                                    | Varios                     | 24 episodios                                                |
| 1990      | Great Performances                               | Guildenstern               | Episodio: "Hamlet"                                          |
| 1991      | Eyes of a Witness                                |                            | Película de TV                                              |
| 1992      | Fool's Fire                                      | Ministro Gunther           | Película de TV                                              |
| 1993      | And the Band Played On                           | Doctor #2                  | Película de TV                                              |
| 1993      | Star Trek: La nueva generación                   | Morag                      | Episodio: "Aquiel"                                          |
| 1994      | Roc                                              | Fred                       | Episodio: "The Concert"                                     |
| 1995      | Tyson                                            | Winston                    | Película de TV                                              |
| 1996      | ER                                               | Investigador David Haskell | Episodio: "Take These Broken Wings"                         |
| 1997-98   | Arli$$                                           | Alvin Epps                 | 3 episodios                                                 |
| 1998      | Homicide: Life on the Street                     | Bernard Weeks              | Episodio: "Full Court Press"                                |
| 2000      | Homicide: The Movie                              | Bernard Weeks              | Película de TV                                              |
| 2000      | The Corner                                       | Scalio                     | 6 episodios                                                 |
| 2000-03   | Oz                                               | Martin Querns              | 8 episodios                                                 |
| 2001      | Boycott                                          | Nixon                      | Película de TV                                              |
| 2002      | Law & Order: Criminal Intent                     | Profesor Roland Sanders    | Episodio: "Anti-Thesis"                                     |
| 2004      | Law & Order                                      | Gerald                     | Episodio: "Darwinian"                                       |
| 2004      | The Jury                                         | Sr. Grove                  | Episodio: "Mail Order Mystery"                              |
| 2005      | Third Watch                                      | Jaime Castro               | Episodio: "Welcome Home"                                    |
| 2006-08   | The Wire                                         | Norman Wilson              | 23 episodios                                                |
| 2008      | Law & Order: Special Victims Unit                | Victor Tybor               | Episodio: "Wildlife"                                        |
| 2009      | Une aventure New-Yorkaise                        | Marcus                     | Película de TV                                              |
| 2010      | 30 Rock                                          | Rutheford Rice             | Episodio: "Let's Stay Together"                             |
| 2011      | Lights Out                                       | Barry K. Word              | 12 episodios                                                |
| 2012      | Person of Interest                               | Davidson                   | Episodio: "Blue Code"                                       |
| 2012      | Law & Order: Special Victims Unit                | Barry Querns               | 4 episodios                                                 |
| 2013      | Grimm                                            | The Baron/Baron Samedi     | 3 episodios                                                 |
| 2013-2016 | House of Cards                                   | Freddy Hayes               | 15 episodios                                                |
| 2014      | Banshee Origins                                  | Det. Julius Bonner         | 3 episodios                                                 |
| 2014      | Banshee                                          | Det. Julius Bonner         | 2 episodios                                                 |
| 2014      | The Divide                                       | Tío Bobby                  | 5 episodios                                                 |
| 2015      | The Good Wife                                    | Juez Aaron Coleman         | Episodio: "The Deconstruction"                              |
| 2015      | Neon Joe, Werewolf Hunter                        | Padre                      | 2 episodios                                                 |
| 2015      | Masters of the Clock: The Legend of Martinsville | Narrador                   | Película de TV                                              |
| 2016      | The Blacklist                                    | The Caretaker              | Episodio: "The Caretaker (No. 78)"                          |
| 2016      | Horace and Pete                                  | Harold                     | 2 episodios                                                 |
| 2016      | Inside Amy Schumer                               | Congressman #2             | Episodio: "The World's Most Interesting Woman in the World" |
| 2016-2017 | Outcast                                          | Giles                      | 10 episodios                                                |
| 2017      | The Immortal Life of Henrietta Lacks             | Zakariyya Lacks            | Película de TV                                              |
| 2018      | Elementary                                       | Sr. Clay                   | Episodio: "Our Time Is Up"; lanzamiento póstumo             |
| 2018      | Luke Cage                                        | James Lucas                | 7 episodios; lanzamiento póstumo                            |
| 2018      | Rapunzel's Tangled Adventure                     | Capitán Quaid              | Voz, 2 episodios; lanzamiento póstumo                       |